# هدوء مؤقت (ألبوم)
هدوء مؤقت هو الألبوم الغنائي الحادي عشر للفنان حميد الشاعري حيث صدر هذا الألبوم في العام 1994. شاركت المطربة داليا بالغناء في الأغاني التالية هنا، يا حلمنا، لحظة لقي. تم التسجيل والمكساج باستوديهات إم ساوند ورباعيات. الهندسة الصوتية م.أحمد جودة م.أسامة الشيخ. تم إنتاج النسخة الأولي لهذا الألبوم بواسطة شركة الخيول السعودية بجدة في العام 1993 ليتم طرحها في الأسواق الخليجية، أما في السوق المصرية فقد تمكنت شركة هاي كواليتي من إنتاج الألبوم وإصداره في العام 1994.

## محتويات الألبوم
| الأغنيات   | الكلمات            | الألحان        | التوزيع الموسيقي |
| ---------- | ------------------ | -------------- | ---------------- |
| جايز       | عادل عمر           | حميد الشاعري   | حميد الشاعري     |
| يا حلمنا   | عادل عمر           | حميد الشاعري   | حميد الشاعري     |
| مات الكلام | عبد الرحمن أبو سنة | حميد الشاعري   | حميد الشاعري     |
| لحظة لقي   | رضا زايد           | أشرف السرخوجلي | حميد الشاعري     |
| هدوء مؤقت  | موسيقي             | حميد الشاعري   | حميد الشاعري     |
| الصبر طيب  | عادل عمر           | حميد الشاعري   | حميد الشاعري     |
| هنا        | عادل عمر           | حميد الشاعري   | حميد الشاعري     |
| تبروري     | عادل عمر           | حميد الشاعري   | حميد الشاعري     |